# Megatón Ye-Ye
Megatón Ye-Ye es una película española de 1965 dirigida por Jesús Yagüe, al estilo de las películas británicas de Richard Lester, que narra la historia de grupos de chicos que quieren triunfar musicalmente. Es considerada la primera musical juvenil genuinamente española. Fue exhibida en la selección oficial del Festival Internacional de Cine de San Sebastián 1965.

## Argumento
La película tiene dos historias paralelas. Por un lado, nos encontramos la historia de amor entre Juan, un cantante moderna, y Elena, una chica de clase media que ha estudiado en Madrid y que marcha a París a trabajar y a aprender francés. La otra mitad de la película corresponde a la llegada al estrellato del grupo Micky y los Tonys, grupo liderado por el alocado Micky y su mánager Fausto. Cuenta con los cameos de José Luis Uribarri y Luis Sánchez Polack.

## Reparto
- Juan Erasmo Mochi - Juan
- María José Goyanes - Elena
- Micky y Los Tonys - ellos mismos
- Álvaro de Luna - Fausto
- Gloria Cámara - Isabel

## Banda sonora
La banda sonora está formada por canciones de Juan Erasmo Mochi y Micky y los Tonys.
1. Sha-La (Micky y los Tonys)
2. Jabón de azufre
3. No comprendo
4. Pretty baby
5. Ivonne (Mochi)
6. Zorongo gitano
7. Tú serás muy feliz
8. Mi verdad
9. Un bel amour
10. Pediré
11. Ya no estás
12. Estoy cansado